# Taylor Swift vs Scooter Braun: Bad Blood
Taylor Swift vs Scooter Braun: Bad Blood è un documentario in due parti sulla faida tra Taylor Swift e Scooter Braun, presentato in anteprima il 21 giugno 2024. È stato pubblicato su Max negli Stati Uniti e su Discovery+ nel Regno Unito. La docuserie in due parti approfondisce la disputa tra Swift e Braun, iniziata quando Braun ha acquistato i diritti dei primi sei album in studio di Swift per 300 milioni di dollari nel 2019. Il documentario analizza in modo approfondito entrambi i lati della controversia, evidenziando le problematiche legate alla proprietà della musica, le dinamiche di genere nel settore e l'influenza delle community di fan.

## Episodi

### Taylor's Version
Il primo episodio esplora la prospettiva della Swift, secondo cui la vendita è stata effettuata a sua insaputa e che le sia stato impedito di riacquisire i suoi master. L'episodio inizia riportando la sua ascesa alla fama attraverso apparizioni ad eventi e post sui social media; tra gli eventi chiave presentati sono inclusi Kanye West che interrompe il suo discorso ai VMA del 2009, la faida con Justin Bieber e le sue battaglie contro il sessismo nell'industria musicale. L'episodio mostra anche la reazione della Swift all'acquisto da parte di Braun dei suoi master, l'impatto del video di Kim Kardashian pubblicato su Snapchat e la re-incisione da parte della Swift dei suoi primi sei album.

### Scooter's Version
Il secondo episodio presenta il punto di vista di Braun, mettendo in evidenza che, sebbene Braun abbia acquistato legalmente i master della Swift, quest'ultima abbia aizzato la sua fanbase contro di lui, provocando significative molestie online. Gli esperti legali sostengono che la Swift fosse a conoscenza dell'accordo, che avesse avuto la possibilità di acquistare i suoi master e che il suo consenso non fosse necessario per la vendita dei suoi master. Inoltre, Braun ha dovuto affrontare un intenso scrutinio pubblico, che alcuni intervistati ritengono abbia contribuito ai suoi problemi personali, tra cui il divorzio.
Si noti che il padre di Taylor Swift, Scott Swift, era azionista della Big Machine Records durante la vendita dell'azienda alla società di Scooter Braun. Tuttavia, si è astenuto dal votare sulla vendita per evitare qualsiasi conflitto di interessi. L'episodio racconta anche di come Taylor si sia sentita tradita dalla vendita, nonostante la posizione del padre, e sottolinea le complessità personali e professionali implicite nella disputa.